# Joe Grech
Joe Grech (Cospicua, 1934. február 9. – 2024. december 29.) máltai énekes. Ő képviselte Máltát az 1971-es Eurovíziós Dalfesztiválon Marija i-Maltija című dalával, ahol 52 ponttal az utolsó helyezést érte el.

## Életpályája
1960-ban megnyerte az első Máltai Dalfesztivált a Vola Uccellino című dallal. 1967-ben Mary-Rose Darmanin énekesnővel együtt a Serenata című dallal ismét nyerni tudott.
1971-ben az első előadó volt, aki Máltát képviselte az Eurovíziós Dalfesztiválon, ahol egy máltai nyelvű dallal, a Marija l-Maltija-val a tizennyolcadik, utolsó helyezen végzett.
Az 1970-es években többször szerepelt külföldön. Fellépett Angliában, Írországban, Kanadában, az Egyesült Államokban, Olaszországban és többször Ausztráliában.